# Kari Wahlgren
Kari K. Wahlgren (ur. 13 lipca 1977 w Hoisington, Kansas) – amerykańska aktorka komediowa i głosowa.